# Station West Kilbride
West Kilbride is een spoorwegstation van National Rail in North Ayrshire in Schotland. Het station is eigendom van Network Rail en wordt beheerd door ScotRail. 

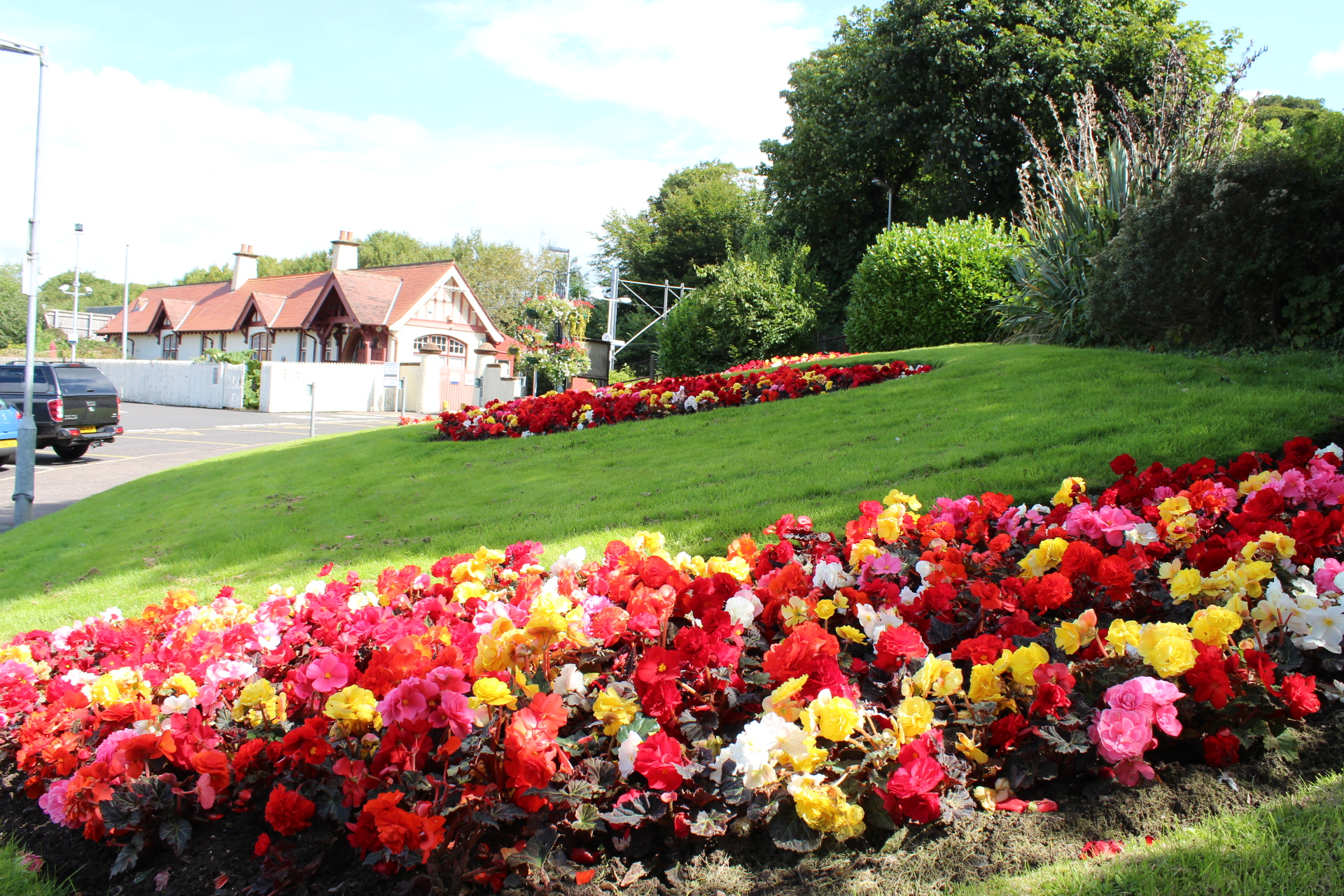
Bij stationsplein, 2014